# Робинсон, Сэм (баскетболист)
Сэмюэл Ли «Сэм» Робинсон (англ. Samuel Lee "Sam" Robinson; родился 1 января 1948 года в Лос-Анджелесе, штат Калифорния, США) — американский профессиональный баскетболист, который играл в Американской баскетбольной ассоциации, отыграв два из девяти сезонов её существования.

## Ранние годы
Сэм Робинсон родился 1 января 1948 года в городе Лос-Анджелес (штат Калифорния), где он учился в средней школе Джефферсон, в которой играл за местную баскетбольную команду.